# Pláž v Kabli
Pláž v Kabli, estonsky Kabli rand, je pláž na pobřeží Rižského zálivu Baltského moře v Estonsku. Nachází se ve vesnici Kabli v kraji Pärnumaa.

## Další informace
Pláž v Kabli je písková s bludnými balvany a souvky různé velikosti a dvěma rozhlednami. Je to oblíbené místo pro rekreanty a sportovce. Moře je mělké. U pláže je menší promenáda, louka, pikniková místa, dětské hřiště kavárna a parkoviště. Mělká a horká pláž je milovaným místem odpočinku mezi rodinami s dětmi. Najdete zde klikatou promenádu na pláži písečné a louce, pikniková místa, dětské hřiště a letní kavárnu. U pláže se také nachází louka, přírodní rezevace, ornitologická stanice Kabli, návštěvnické centrum Kabli, kemp a naučná stezka Kabli (Kabli looduse õpperada). Pláž je celoročně volně přístupná a čistotou vody i když s občasnými výkyvy, patří mezi ty lepší pláže v Rižském zálivu.

## Galerie

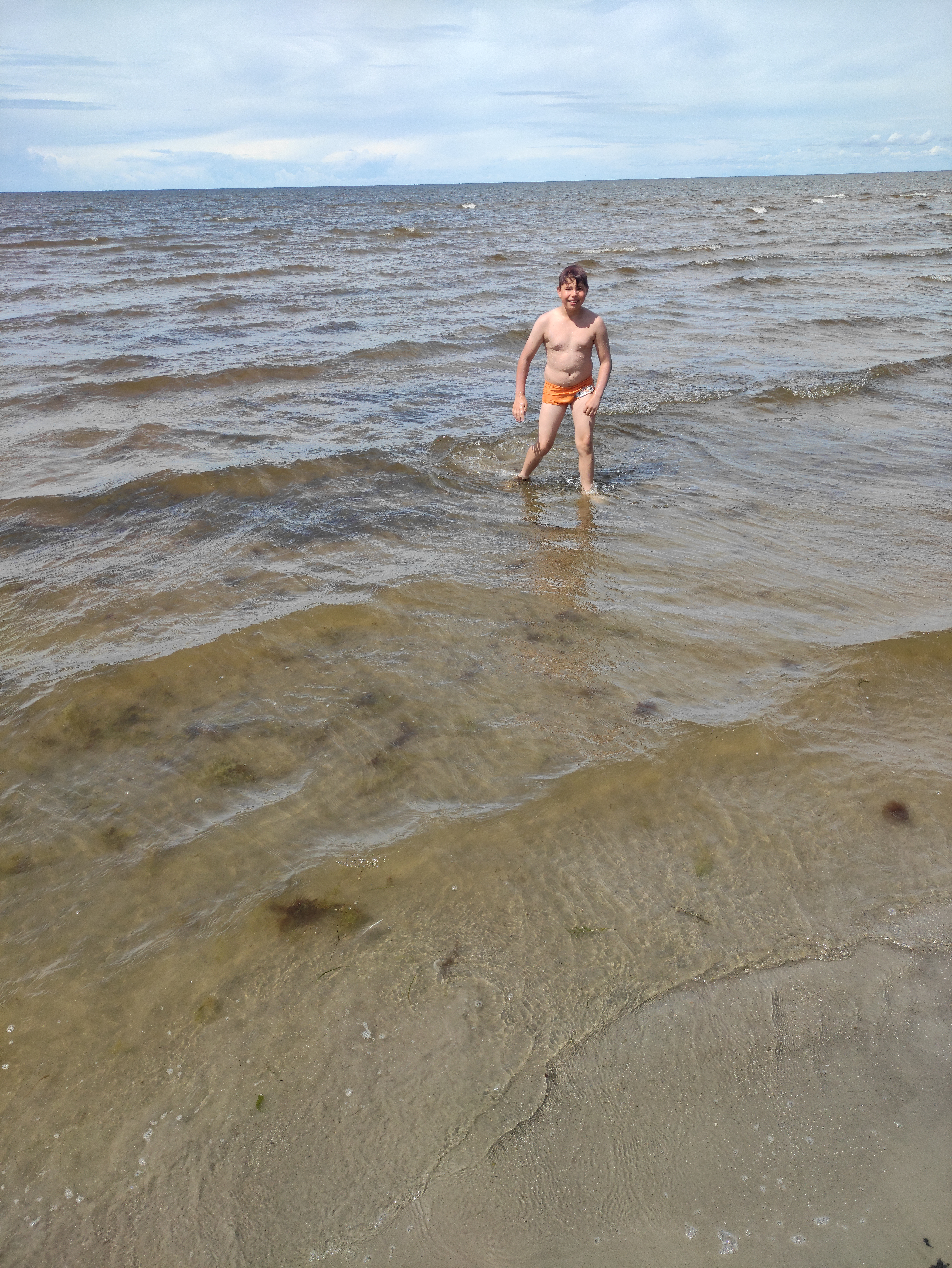
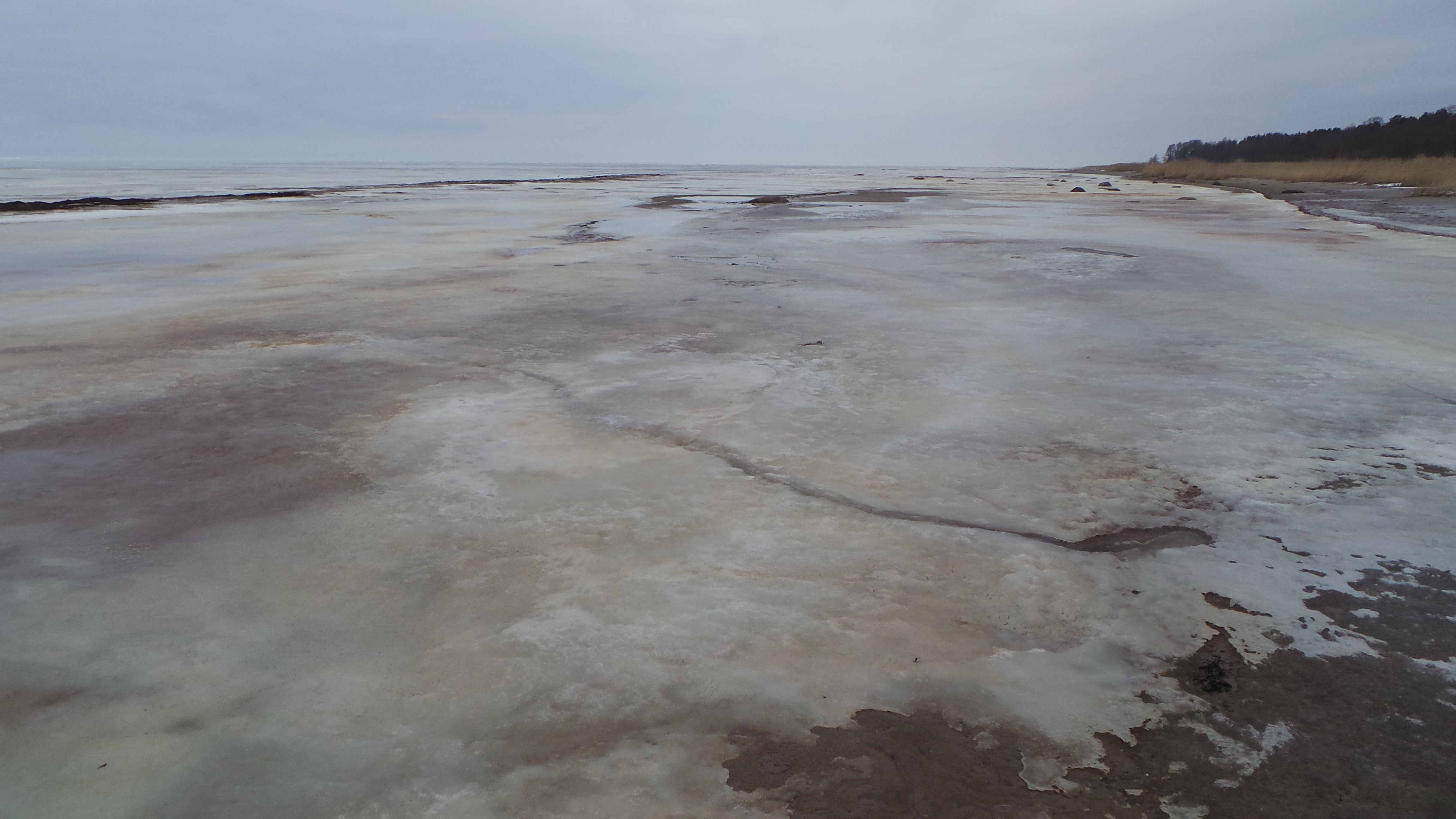
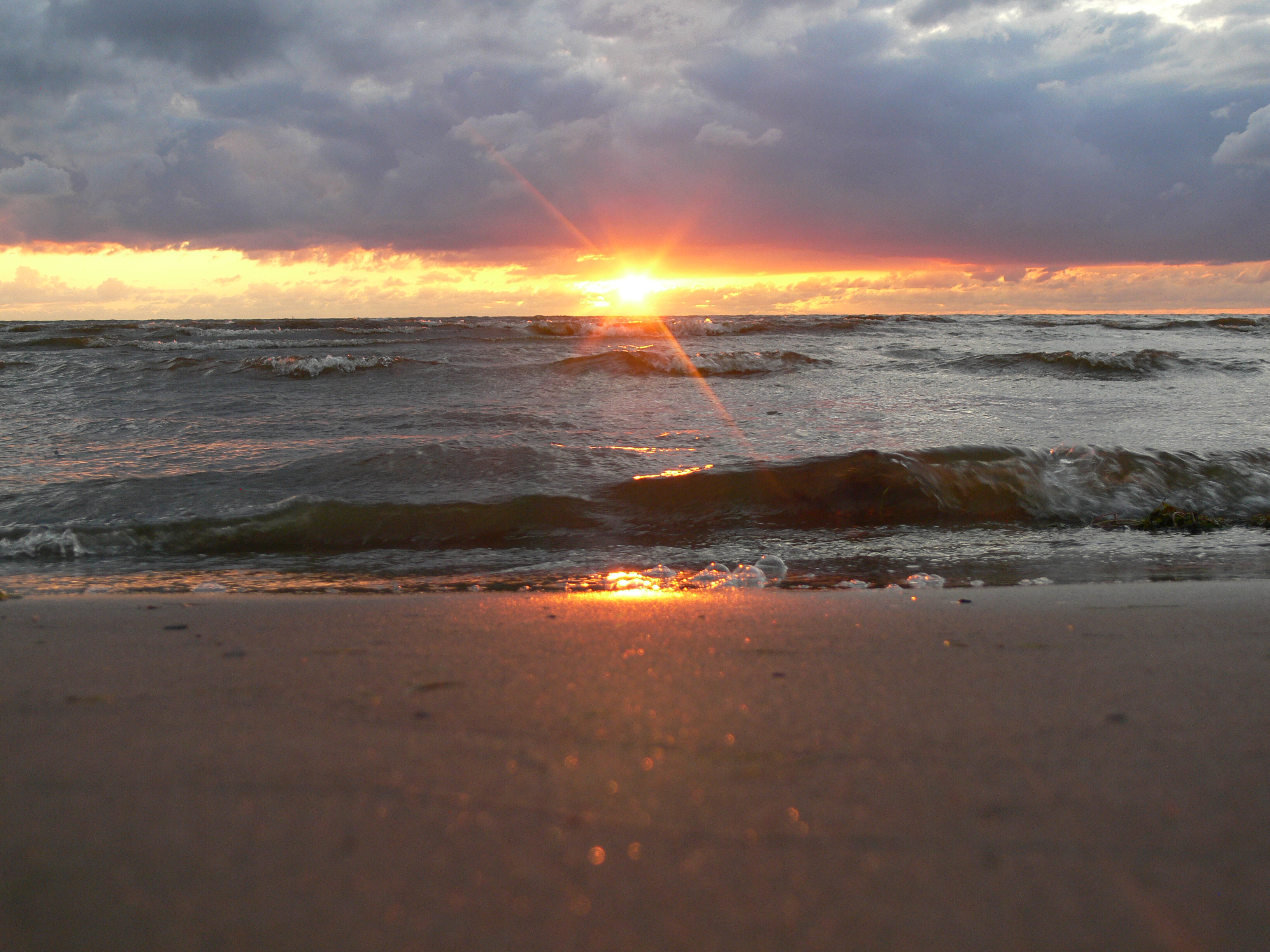
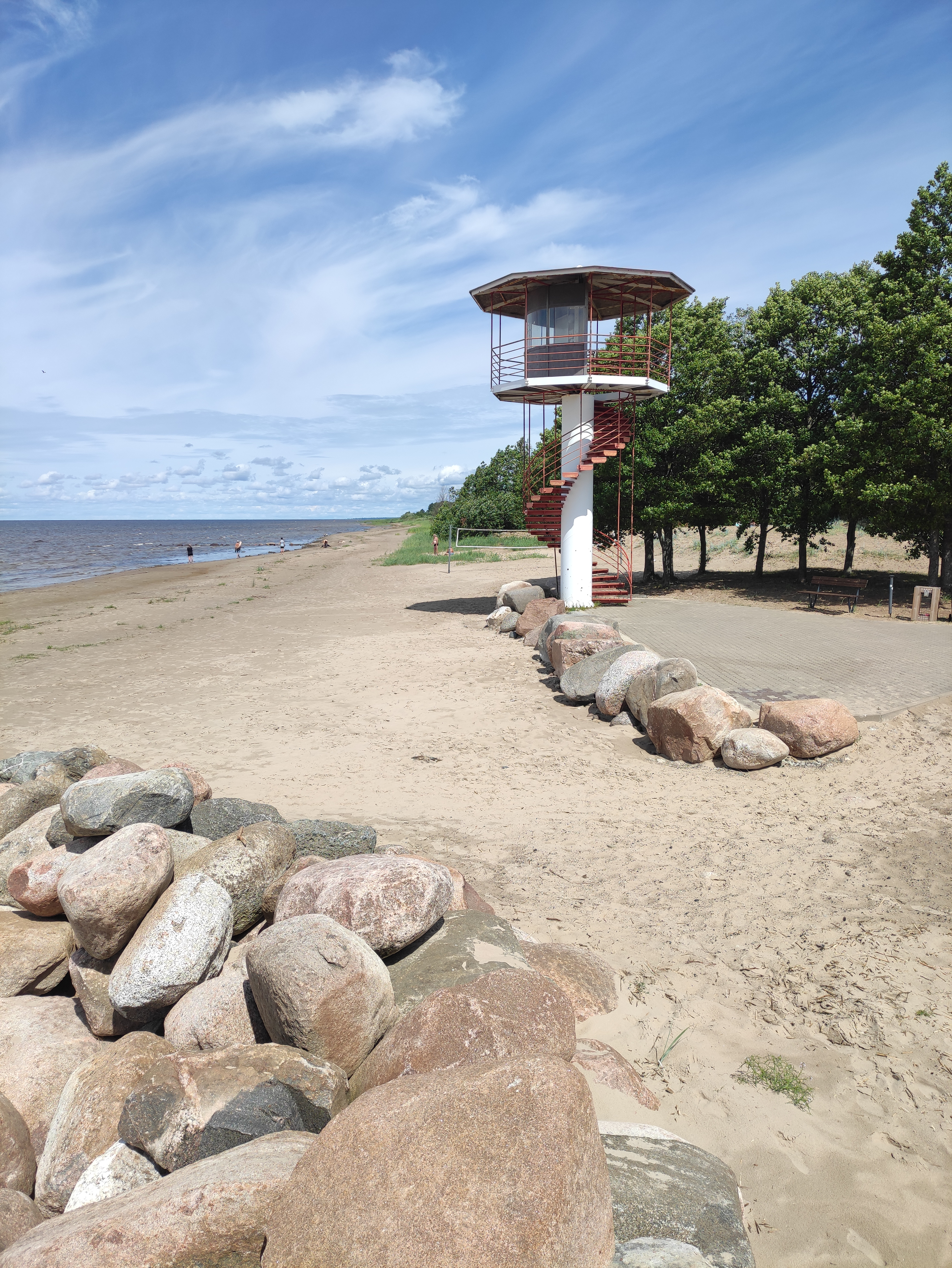
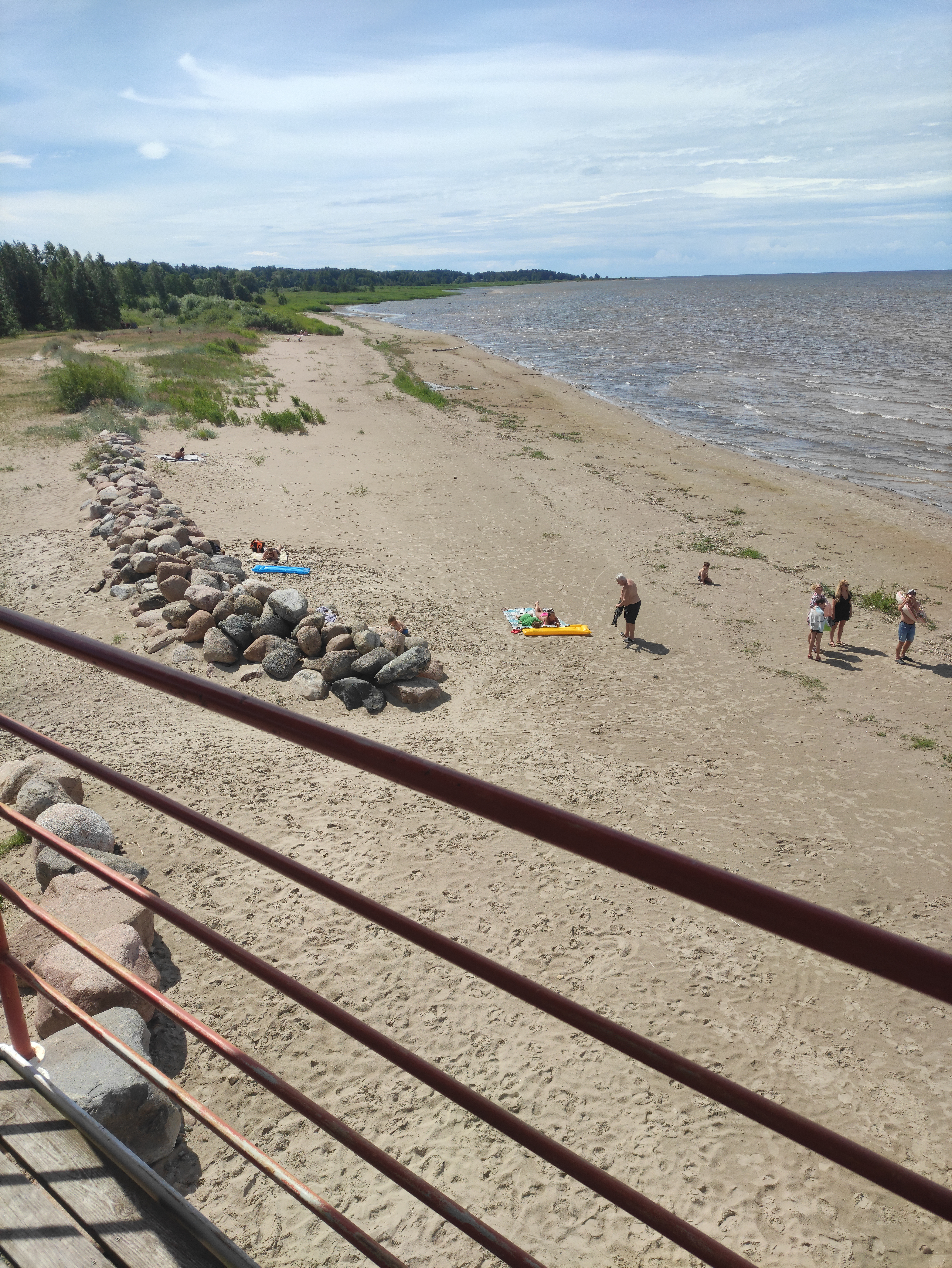
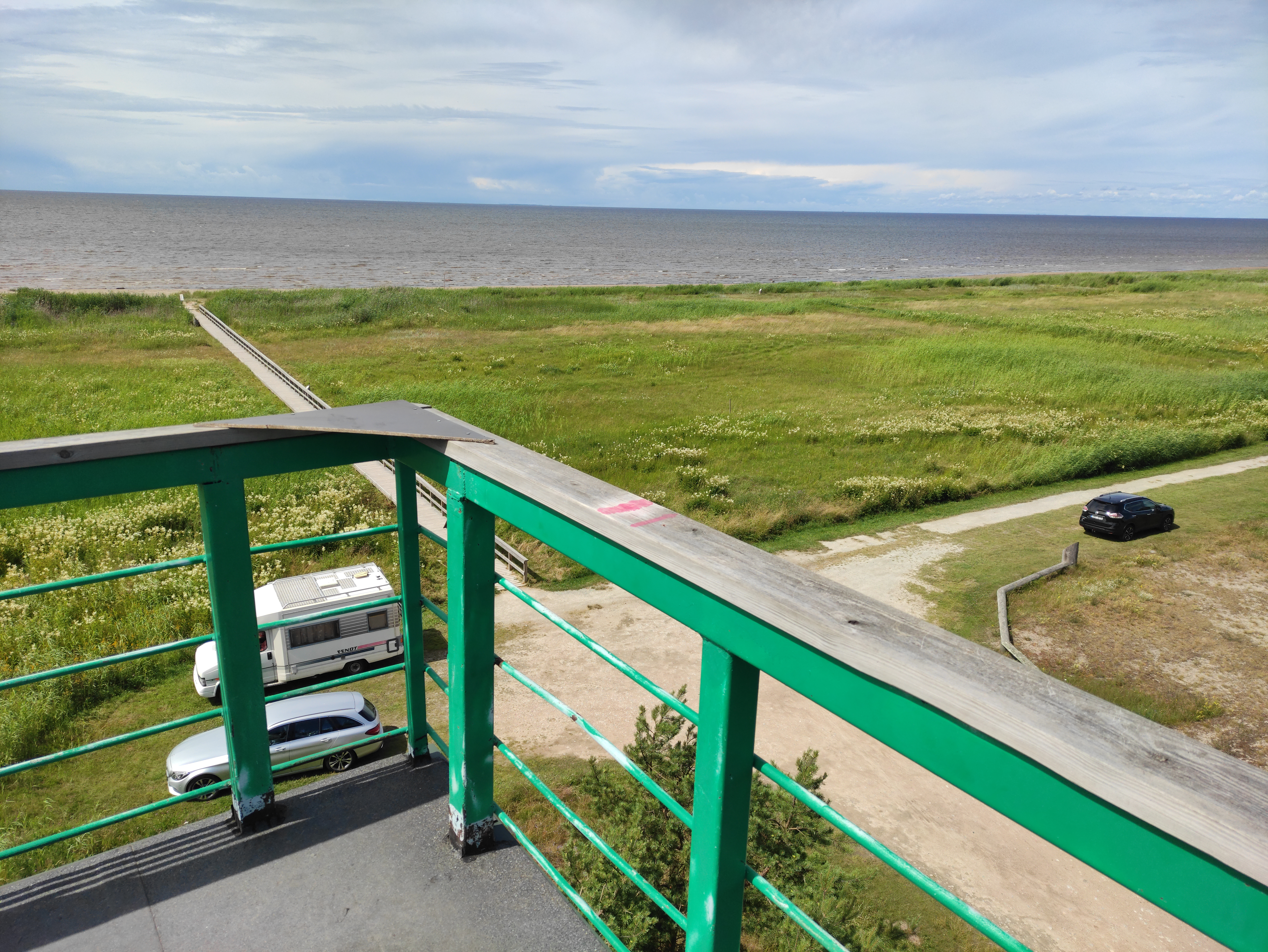